# Tab, Madžarska
Tab je mesto na Madžarskem, ki upravno spada v podregijo Tabi Šomodske županije.